# Louise Hay
Louise Lynn Hay (Los Ángeles, 8 de octubre de 1926- San Diego, 3 de agosto de 2017) fue una escritora y oradora estadounidense, considerada una de las figuras más representativas del movimiento del Nuevo Pensamiento y una precursora de los libros de autoayuda.
Ejerció inicialmente como modelo de alta costura durante los años 1950 y 1960. En 1976 publicó su primer libro, Sane su cuerpo, que hablaba de las principales enfermedades y su supuesta base psicosomática. Su siguiente libro, Usted puede sanar su vida (1984), hasta 2008 seguía en las listas de superventas de Estados Unidos. Estableció también la editorial Hay House.

## Biografía

### Primeros años
Hay nació en Los Ángeles, California, el 8 de octubre de 1926. Sus padres se divorciaron cuando tenía un año y medio. Su madre trabajó como empleada doméstica, y Hay quedó a cargo de una familia amiga. Su madre volvió a contraer matrimonio con un hombre violento con quien tuvo otra hija, menciona Hay en sus escritos que su infancia estuvo marcada por la pobreza, la inestabilidad, los abusos físicosy sexuales, posteriormente huyó de casa en 1941. Quedó embarazada con 16 años y dio en adopción a su bebé a una pareja sin hijos. En 1950, regresó a su casa para llevarse consigo a su madre y buscarle un empleo como encargada de la limpieza en un pequeño hotel.

### Modelo de alta costura y matrimonio
Se asentó con una amiga en Chicago, donde cumplió labores domésticas hasta que obtuvo un trabajo como modelo de alta costura en Nueva York para diseñadores como Bill Blass, Oleg Cassini y Trigère Pauline. Mientras incursionaba en la industria de la moda, conoció a un empresario inglés, Andrew Hay, con el que se casó en 1954. Después de una infidelidad a los 14 años de casados, ahí se divorció y no volvió a contraer matrimonio.

### Vida espiritual

#### Comienzo de las prácticas espirituales ySane su cuerpo
En 1970, comenzó a inclinarse por prácticas espirituales tales como la meditación trascendental y asistió regularmente a los servicios dominicales, reuniones y clases de la Ciencia de la Mente, la Iglesia de la Ciencia Religiosa, un movimiento metafísico del Nuevo Pensamiento y creencias espirituales. En 1972, se convirtió en ministro y en una oradora popular de esta iglesia.
En 1976 publicó Sane su cuerpo, una lista de causas metafísicas de enfermedades con pautas de pensamientos positivos para supuestamente revertir una lista de patologías. Hay aseguraba que «la aceptación de uno mismo resuelve cualquier tipo de problema». Su filosofía siempre estuvo basada en la filosofía del Nuevo Pensamiento, nunca en estudios de medicina ni comprobación empírica.

#### Diagnóstico del cáncer
Fue diagnosticada con un cáncer de útero, y expresa que, en su opinión: "el cáncer solamente era la manifestación externa de un profundo resentimiento que «devoraba» el cuerpo", por lo que decidió no someterse a ningún tratamiento médico. Se sometió a tratamientos naturales como la reflejoterapia y la terapia del colon, y acudió a un psicoterapeuta especialista en expresar la rabia.

La palabra «incurable», tan aterradora para tantas personas, para mí significa que esa dolencia, la que fuere, no se puede curar por medios externos, y que para encontrarle curación debemos ir hacia adentro. Si yo me hacía operar para librarme del cáncer, pero no me liberaba del modelo mental que lo había creado, los médicos no harían otra cosa que seguir cortándole pedazos a Louise hasta que ya no les quedase más Louise para cortar. Y esa idea no me gustaba.
Louise Hay

#### Usted puede sanar su vida
En 1984, publicó uno de sus libros más relevantes, Usted puede sanar su vida, donde explicó cómo lograr cambios a través de la eliminación de las creencias limitantes. El Dr. Bernie Siegel lo definió como «un libro excelente para reestructurar nuestra vida y alcanzar la autoestima y el amor propio». Usted puede sanar su vida alcanzó la lista de best-sellers del New York Times y se mantuvo en ese puesto durante doce semanas consecutivas. Hasta la actualidad, se han vendido más de 50 millones de copias en 30 países a lo largo de todo el mundo.
Después del éxito de su libro, fundó su propia editorial, Hay House, que incluye a más de 130 autores, entre ellos Wayne Dyer, Barbara De Angelis, Joan Borysenko, Bernie Siegel, Susan Jeffers, Alan Cohen y Stuart Wilde. También estableció la Fundación Hay. En 1985, Hay comenzó su grupo de ayuda, «Hay Rides»,con seis hombres diagnosticados con sida. Para 1988, el grupo realizaba reuniones semanales con 800 personas y se había mudado a un auditorio en Santa Mónica, poco antes de que Hay publicara su libro SIDA: Un acercamiento positivo, basado en sus experiencias con este grupo.
Hay fue motivo de muchos artículos en periódicos y revistas. Apareció en El Show de Oprah Winfrey y su columna mensual, Querida Louise, figuró en más de 50 publicaciones de Estados Unidos, Canadá, Australia, España y Argentina.
En 2008, cuando contaba con 81 años, se estrenó la película Usted puede sanar su vida. El filme contó con la participación de Gregg Braden, Wayne Dyer, Gay Hendricks, Doreen Virtue y Esther y Jerry Hicks. Fue dirigida por el ganador del premio Emmy, Michael Goorjian. En el mismo año, Hay recibió el premio Minerva durante la Conferencia de la Mujer junto a Gloria Steinem, Billie Jean King, Betty Chinn e Ivelise Markovits.

## Críticas

### Culpa
El enfoque controvertido de Hay a menudo se centra en que culpaba a los individuos por sus enfermedades, sugiriendo que estas eran causadas siempre por una falta de amor propio y otros factores como pensamientos y emociones. Esta culpa y no sanar como les prometía Hay, les hacía a algunos contemplar el suicidio.Tampoco ayudaba que aseguraba que las enfermedades venéreas fueran "casi siempre culpa sexual inconsciente".
John Barton y otros terapeutas, advierten sobre el psicofascismo, la "charlatanería perniciosa de la Nueva Era que culpabiliza a las víctimas que puede volverse dogmática y extrema... ven la salud y la enfermedad como una elección psicológica... La sacerdotisa del psicofascismo es Louise Hay." Menciona que otro de los charlatanes psicofascistas es Gabor Maté. 

### Aprovechamiento del sida
Se ha comentado la ironía de que Hay saltó a la fama en la década de 1980, cuando la crisis del sida azotaba a personas homosexuales, pobres, y desamparados; y no se tenía una idea clara aún de que se trataba de un virus, pero Hay no tenía lugar para factores biológicos y externos como explicación. El cineasta, Peter Fitzgerald, ha comentado que, si bien proporcionó consuelo a mucha gente, también tenía una profunda culpa en ser "una especuladora del SIDA, una amiga desleal y una proveedora de falsas esperanzas.", y la despidió con un insulto, "Namasté, bitch".

## Obras selectas
- You Can Heal Your Life. Hay House Inc. 1984. ISBN 0-937611-01-8 Versión en español. Usted puede sanar su vida (1984)

- Heal Your Body: The Mental Causes for Physical Illness and the Metaphysical Way to Overcome Them. Hay House Inc. 1984. ISBN 0-937611-35-2 Versión en español. Sana tu cuerpo (1976)

- Heart Thoughts. Hay House Inc. 1992 ISBN 978-1-4019-3720-1. Versión en español. Pensamientos del corazón: un tesoro de sabiduría interior (1991)

- Living Perfect Love: Empowering Rituals For Women. Humantics MultiMedia Publishers, 1996 ISBN 978-0-9652851-0-0

- 101 Ways To Health And Healing. Hay House Inc. 1998 ISBN 978-1-56170-496-5

- 101 Ways To Happiness. Hay House Inc. 1998 ISBN 978-1-56170-495-8

- Love Your Body. Hay House Inc. 1998 ISBN 978-1-56170-602-0

- You Can Heal Your Life Companion Book. Hay House Inc. 2002 ISBN 978-1-56170-878-9

- I Can Do It. Hay House Inc. 2004 ISBN 978-1-4019-0219-3

- Everyday Positive thinking. Hay House Inc. 2004 ISBN 978-1-4019-0295-7

- Power Thoughts. Hay House Inc. 2005 ISBN 978-1-4019-0554-5

- The Times Of Our Lives. Hay House Inc. 2006 ISBN 978-1-4019-1150-8

- The Present Moment. Hay House Inc. 2007 ISBN 978-1-4019-1194-2

- I Think I Am. Hay House Inc. 2008 ISBN 978-1-4019-2208-5

- Modern Day Miracles. Hay House Inc. 2010 ISBN 978-1-4019-2527-7. Versión en español. Milagros de hoy en día: historias extraordinarias de personas cuyas vidas cambiaron de rumbo gracias a Louise L. Hay (2011)

- Experience Your Good Now! : learning to use affirmations. Hay House Inc. 2010 ISBN 978-1-4019-2748-6

- Letters to Louise. Hay House Inc. 2011 ISBN 978-1-4019-2727-1

- You Can Create An Exceptional Life. Hay House Inc. 2011. ISBN 978-1-4019-3538-2

- Painting The Future. Hay House Visions, 2012 ISBN 978-1-4019-3781-2